# Кюдрефен
Кюдрефен (фр. Cudrefin) — місто  в Швейцарії в кантоні Во, округ Бруа-Вюлі.

## Географія
Місто розташоване на відстані близько 33 км на захід від Берна, 60 км на північний схід від Лозанни.
Кюдрефен має площу 15,5 км², з яких на 8,2% дозволяється будівництво (житлове та будівництво доріг), 61,5% використовуються в сільськогосподарських цілях, 23,2% зайнято лісами, 7,2% не є продуктивними (річки, льодовики або гори).

## Демографія
2019 року в місті мешкало 1733 особи (+34,4% порівняно з 2010 роком), іноземців було 13,2%. Густота населення становила 112 осіб/км².
За віковим діапазоном населення розподілялося таким чином: 24,4% — особи молодші 20 років, 60,6% — особи у віці 20—64 років, 14,9% — особи у віці 65 років та старші. Було 734 помешкань (у середньому 2,4 особи в помешканні).
Із загальної кількості 348 працюючих 74 було зайнятих в первинному секторі, 24 — в обробній промисловості, 250 — в галузі послуг.